# 塞梅索克
塞梅索克（直译：「多冰之地」，格陵蘭語發音：[sɜm.mɜs.sɔːq̚]）是格陵蘭一個市镇，于2009年1月1日合并之前的五个较小的市镇而成。其行政中心為努克（曾被稱為戈特霍布），也是格陵蘭首府。此市镇亦是全格陵蘭人口最多的市镇，2013年1月共有21,868名居民。市镇包括過去在格陵蘭東部和西南部的市镇，全部以當時最主要聚居地命名：
- 阿马萨利克市镇
- Ittoqqortoormiit Municipality
- Ivittuut Municipality
- 努克市镇（英语：Nuuk Municipality）
- 帕米尤特市镇

## 城鎮
- Arsuk
- Isortoq
- 伊托科托米特（斯科斯比松）
- Kangilinnguit（Grønnedal）
- Kapisillit
- 庫盧蘇克
- Kuummiit
- 努克
- 帕米尤特
- Qeqertarsuatsiaat
- Sermiligaaq
- 塔西拉克
- Tiniteqilaaq

## 地理
市镇位於格陵蘭東部和西南部，面積達53.2萬平方公里，現今是世上按面積計算第一大市镇，曾僅次於卡蘇伊特薩普（2018年1月1日起分為阿万纳塔與凯凯塔利克兩個市镇）排名第二大。南邊與库亚莱克接壤。西北面由南到北分別與凯克阿塔與凯凯塔利克接壤，更北的地方則與阿万纳塔接壤。後者的邊界按西經45度劃定。塞梅索克最北端與東北格陵蘭國家公園接壤。東南則因丹麥海峽與冰島分開。

## 交通
塞梅索克是兩個橫跨東西兩岸的格陵蘭市镇之一，不過亦是唯一一個連接兩側需要依賴航空連接的市镇。從努克機場到庫盧蘇克機場有由格陵蘭航空全年營運的定期航班。在西岸亦有短途來往努克和帕米尤特機場的航班。

## 語言
西岸居民主要說西格陵蘭方言「Kalaallisut」。丹麥語亦在主要城鎮中使用。東岸居民則主要說東格陵蘭方言「Tunumiit oraasiat」。